# Anthopleura midori
Anthopleura midori är en havsanemonart som beskrevs av Uchida och Muramatsu 1958. Anthopleura midori ingår i släktet Anthopleura och familjen Actiniidae. Inga underarter finns listade i Catalogue of Life.